# 拉莫伊爾 (明尼蘇達州)
拉莫伊爾（英語：Lamoille）是位於美國明尼蘇達州威諾納縣列治文鎮區的一個非建制地區。

## 歷史
拉莫伊爾的郵局於1858年設立，其後於1975年停運。此地得名自佛蒙特州的拉莫伊爾縣。

## 地理
拉莫伊爾所處的海拔為高於海平面209米（即679英呎），而該地所採用的時區為UTC-6，即北美中部時區（CST）。同時該地設有夏令時間，為UTC-6調快一小時，即UTC-5（CDT）。